# Ижица
Ѵ, ѵ или Ѝжицата е буква от ранната кирилица. Тя се използва за изразяване на ипсилон (Υ, υ) в думи, произлизащи от гръцкия, като например сѵнодъ. Тъй като тя олицетворява същия звук [i] като буквата И, с времето започва да се смята за излишна.
Употребата на ижица в руския език през осемнадесети и деветнадесети век става все по-рядка. Към началото на XX век е останала едва една дума с относително застопорен правопис, включваща ижица: мѵро (миро̀) и съответните производни. В правописната реформа от 1918 г. буквата не се споменава, което води до нейното отмиране без официално оповестяване. Главната буква ижица традиционно присъства в руските книги вместо римската цифра V.
Ижицата все още се използва за предаването на старобългарски (църковнославянски) текстове. Също като съвременния гръцки ипсилон, тя може да се произнася като и или в. Основното разграничително правило е следното: ижица с ударение е гласна и се чете като и; ижица без ударение е съгласна и се чете като в. Неударената ижица, изразяваща звука и, е белязана със специален разграничителен знак – т. нар. „кендима“ (от гръцкото κέντημα). Обликът на кендимата върху ижицата може да е разнообразен: в книгите от руски произход обикновено изглежда като двойно остро ударение.
Ѷ, ѷ или Ижицата с кендима съответства на гръцкия ипсилон с „диалѝтика“ (Ϋ, ϋ), но правописното значение е доста различно: гърците използват диалитиката, за да не се образуват ненужни дифтонги със съседните гласни, докато славянската ижица с кендима може да се срещне навсякъде, даже и в съседство да няма други гласни. Ижицата се използва до около 1860 г. и в румънската кирилица.
| Кодиране    | Регистър | Десетичен | Шестнадесетичен | Осмичен | Двоичен          |
| ----------- | -------- | --------- | --------------- | ------- | ---------------- |
| Уникод за Ѵ | Голяма   | 1140      | 0474            | 002160  | 0000010001110100 |
| Уникод за Ѵ | Малка    | 1141      | 0475            | 002161  | 0000010001110101 |
| Уникод за Ѷ | Голяма   | 1142      | 0476            | 002162  | 0000010001110110 |
| Уникод за Ѷ | Малка    | 1143      | 0477            | 002163  | 0000010001110111 |